# Odile Defraye
Odile Defraye (14. juli 1888 – 21. august 1965) var en belgisk landevejscykelrytter. Han vandt tre etaper og Tour de France sammenlagt i 1912, som var den sidste gang man afgjorde sammenlagtsejren med et pointsystem og ikke total tid.
I 1913 var han nær ved at vinde Tour de France en gang til, og ledede løbet fra etape to til fem, men måtte til slut give tabt for Philippe Thys. Defraye deltog i seks udgaver af Tour de France mellem 1909 og 1924.
Han vandt også Belgien Rundt i 1912, og klassikeren Milan-Sanremo i 1913.

## Sejre
1908
Flandern Rundt (amatørudgave) – vinder
1910
Flandernmesterskabet – vinder
1911
 Nationalt mesterskab i landevejscykling – vinder
1912
 Tour de France – vinder
3 etapesejre (etape 2, 7 og 9)
Belgien Rundt – vinder
4 etapesejre (etape 2, 3, 6 og 7)
1913
Milano-Sanremo – vinder
1921
Belgien Rundt – 1 etapesejr (etape 6)